# 에이노 루카넨
에이노 안테로 루카넨(Eino Antero Luukkanen: 1909년 6월 4일 - 1964년 4월 9일)은 핀란드의 공군 군인이다. 제2차 세계 대전 당시 에이스 전투조종사로 공인된 격추수는 56건, 핀란드 3위이다. 탑승 기체는 포커 D-21, 브루스터 B-239 버팔로, 메서슈미트 Bf 109G였다.